# Шугнанский хребет
Шугна́нский хребе́т — горный хребет в Западном Памире. Административно расположен на территории Горно-Бадахшанской автономной области Таджикистана. Служит водоразделом реки Гунт и её левого притока Шахдары.
Протяжённость хребта составляет около 80 км. Высочайшая вершина  Скалистый .Много ледников, общая площадь оледенения составляет около 150 км². На склонах — высокогорные степи и луга.